# لاکهید پی-۸۰ شوتینگ استار
لاکهید پی-۸۰ شوتینگ استار (به انگلیسی: Lockheed P-80 Shooting Star) یک هواگرد ساختِ کارخانهٔ لاکهید کورپوریشن در کشور ایالات متحده آمریکا است . نخستین استفاده‌کنندهٔ این هواگرد نیروی هوایی ایالات متحده آمریکا بوده‌است. این هواگرد برای نخستین بار در ۸ ژانویه ۱۹۴۴ میلادی مورد استفاده قرار گرفت.